# Hassel Island
Hassel Island (Deens: Orkanshullet) is een eiland behorende bij Saint Thomas in de Amerikaanse Maagdeneilanden. Het was oorspronkelijk een landtong. In 1865 was een kanaal gegraven om betere toegang te krijgen tot de haven, en werd Hassel Island gescheiden van het hoofdeiland. Het grootste gedeelte van het eiland is onderdeel van het Virgin Islands National Park.

## Geschiedenis
Hassel Island was oorspronkelijk een landtong die de natuurlijke haven van Charlotte Amalie beschermde. Het schiereiland bevat nederzettingen van de inheemse bevolking. Vanaf de 16e eeuw werd het eiland bezocht door Europese zeevaarders die in de natuurlijke haven beschermd waren tegen tropische stormen en orkanen. De Denen noemden het schiereiland Orkanshullet (orkaangat). De kaper Ruprecht van de Palts gebruikte de baai om zijn schepen te verbergen. In 1779 bouwden de Denen Fort Frederik op het eiland.
In 1801 werd Saint Thomas veroverd door het Verenigd Koninkrijk en Fort Frederik werd hernoemd tot Fort Willoughby. De Britten keerden in 1807 terug en vergroten en versterkten het fort. In 1815 werd Saint Thomas teruggegeven aan Denemarken.
In 1844 werd de Creque Marine Railway geopend op het eiland. Het was een trailerhelling waarmee schepen op het droge konden worden getrokken voor reparatie. Het was aangedreven door een stationaire stoommachine. De spoorlijn heeft tot in de jaren 1960 gefunctioneerd.
In 1860 werd besloten een kanaal te graven om een betere toegang tot de haven van Charlotte Amalie. Het kanaal was in 1865 gereed, en Hassel Island was een eiland geworden. In 1917 werd Deens-West-Indië gekocht door de Verenigde Staten, en werd een marinebasis gebouwd op Hassel Island die tot 1932 heeft gefunctioneerd. 1929 werd het kanaal verbreed en verdiept. In de jaren 1940 kreeg de Paiewonsky familie 49 hectare van de 55 hectare in eigendom. De familie was van plan om een toeristisch resort te bouwen, maar de plannen werden nooit uitgevoerd. In 1978 werd het land verkocht aan het National Park Service die het bij aan het Virgin Islands National Park toevoegde.
In 2017 werd Hassel Island zwaar getroffen door orkaan Irma. In 2022 was het nationale park gedeelte van Hassel Island gesloten voor bezoekers.

## Galerij

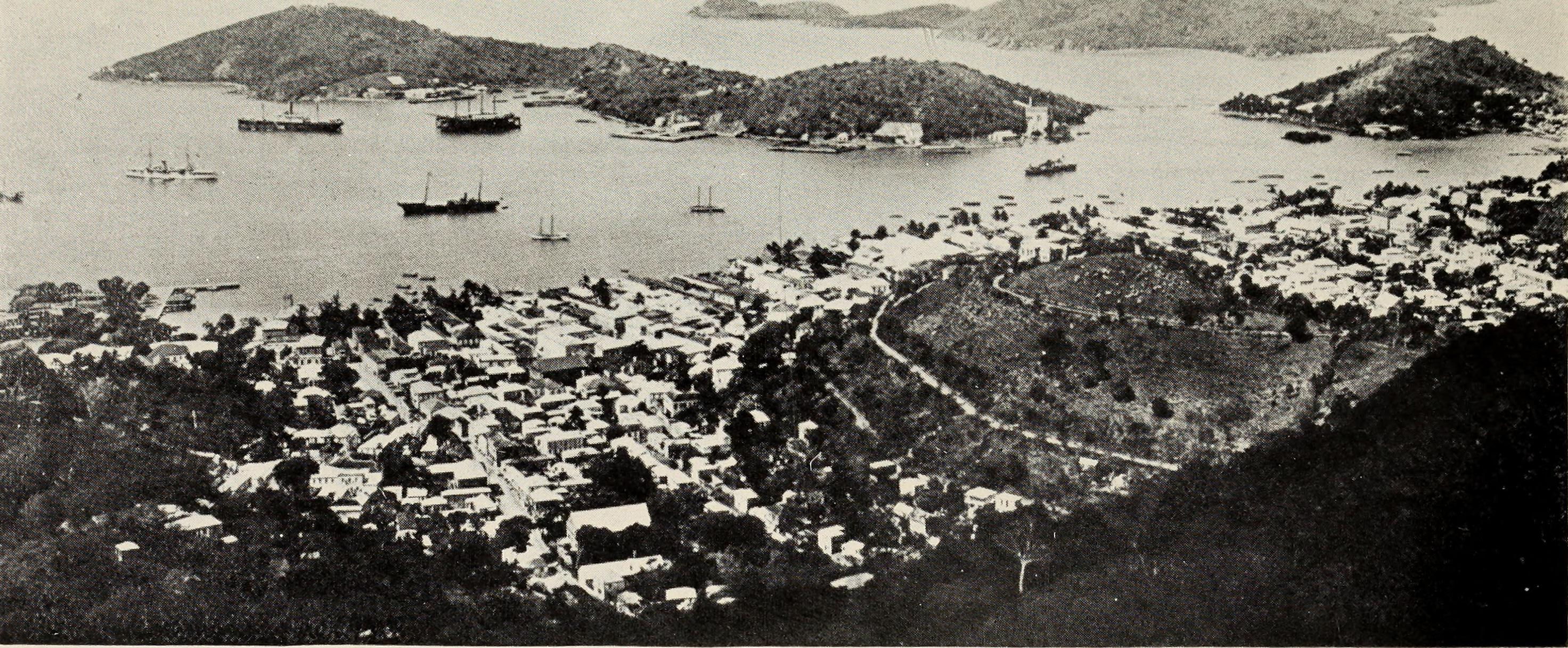
Hassel Island en Charlotte Amelie (1918)
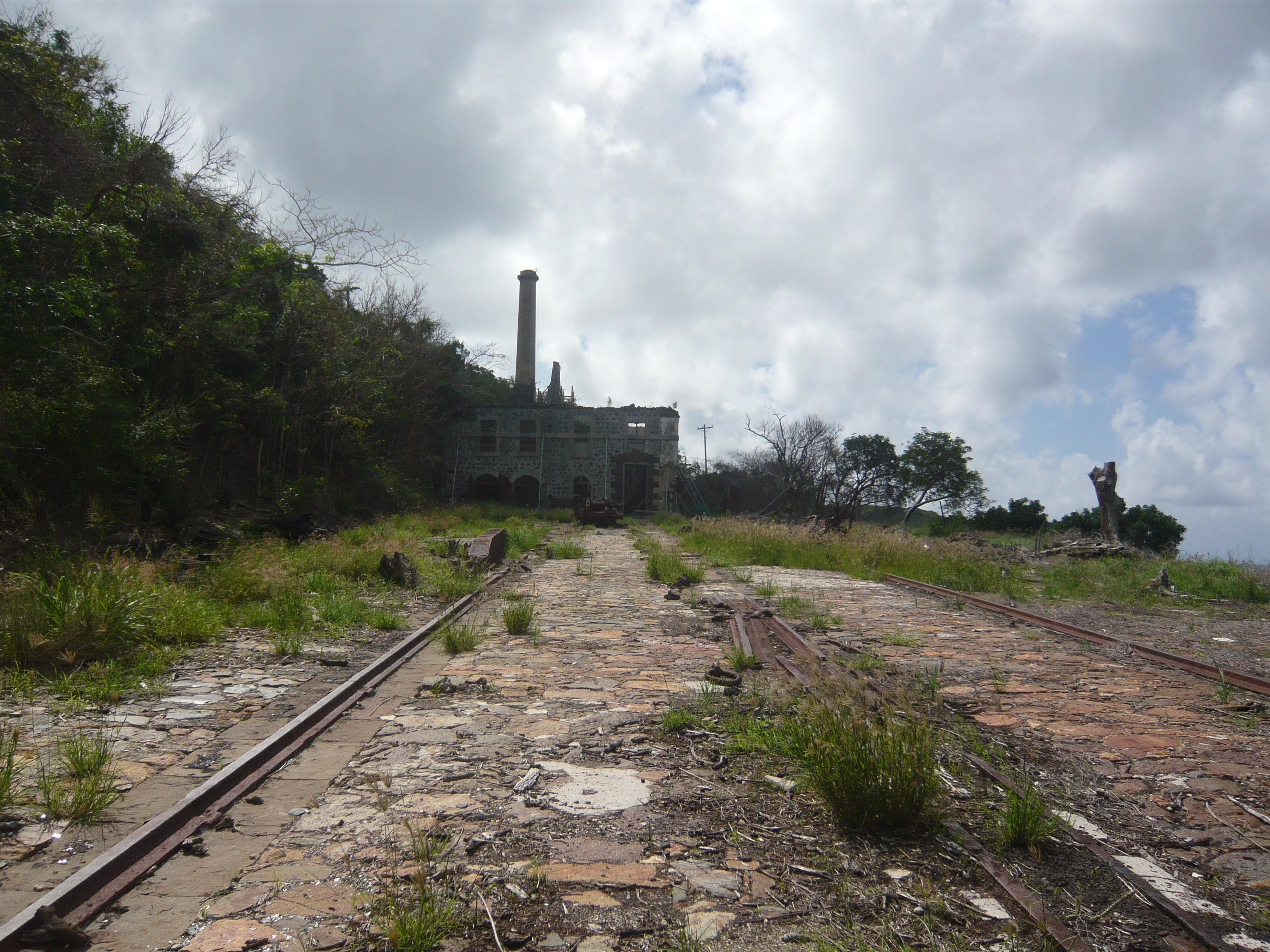
Spoorlijn met de voormalige stoommachine
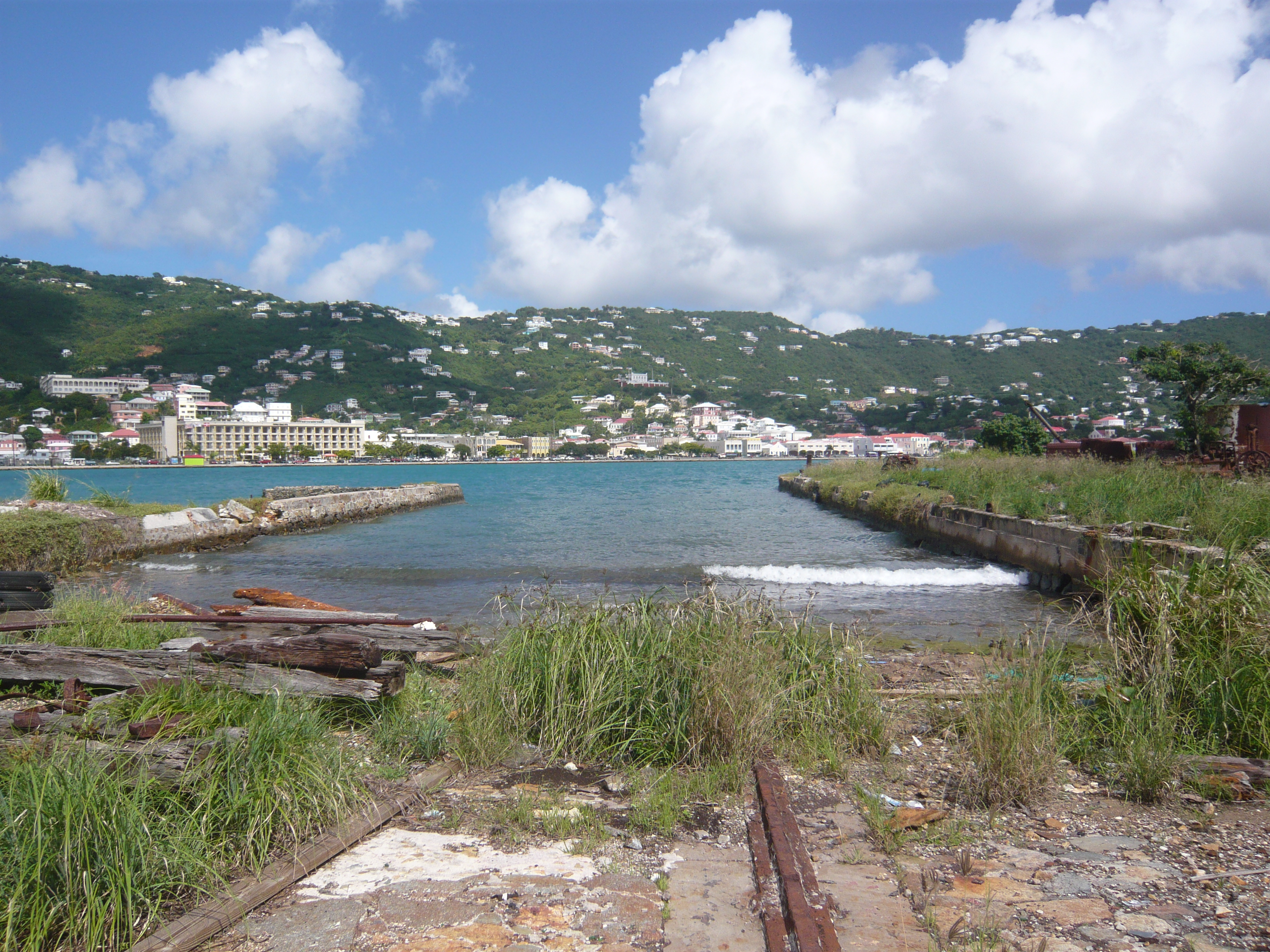
De haven van Hassel Island met trailerhelling
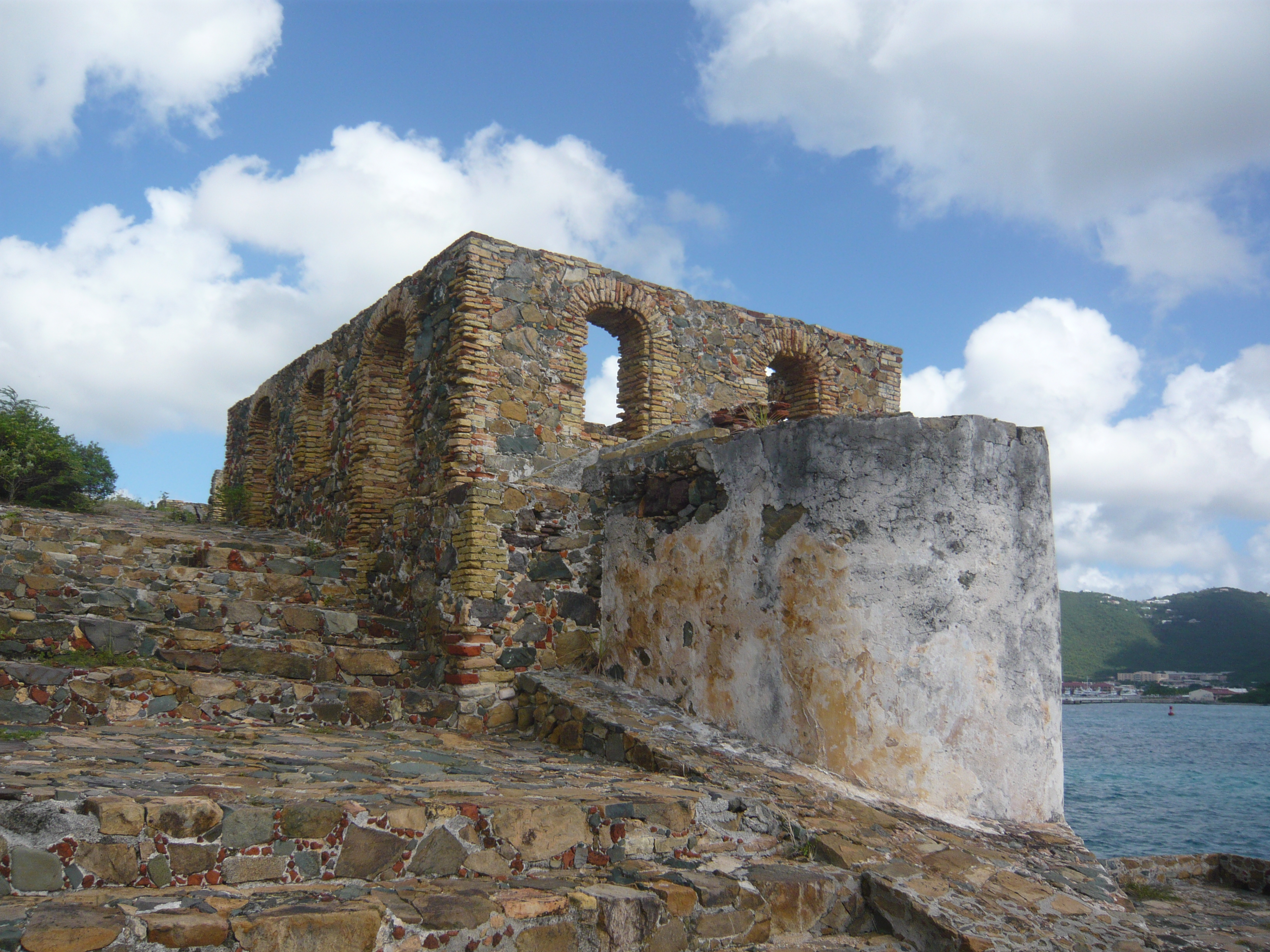
Fort Willoughby